# Образование в Ливане
Образование в Ливане регулируется Министерством образования и высшего образования (МОВО). По данным доклада Всемирного экономического форума 2013 года, Ливан занимает 10-е место по общему качеству образования, и 4-е в науке и математике.

## Система образования
Начальное образование в Ливане предусмотрено для детей в возрасте от 3 до 4 лет. Базовое образование состоит из двух уровней: элементарного уровня и среднего уровня. Элементарный уровень ученики с 1 по 3 классы (цикл 1) и с 4 по 6 классы (цикл 2). Промежуточный уровень это классы с 7 по 9 (цикл 3). Среднее образование классы с 10 до 12 (4 цикла).

## Управление образованием
Министерство образования и высшего образования (МОВО) регулирует все учебные заведения в государственном секторе за счёт региональной системы образования. Система образования в Ливане централизована, и это регулирование не является прямым. Система образования осуществляется через региональные бюро образования. Государственные школы контролируются региональными бюро образования в провинциях. Региональное бюро образования служит связующим звеном между государственной школой и управлением образования в штаб-квартире министерства. Частные школы имеют свою собственную организацию, но частные школы всё ещё находятся под властью МОВО.
Центр исследований в области образования и развития является самостоятельной организацией персонала под опекой МОВО. Задачами центра являются: 1) разработка учебных программ академического и профессионального образования для обучения на этапах довузовского образования 2) пересмотр и изменение учебных программ в соответствии с надобностью, 3) подготовка всех методических средств и методов преподавания этих учебных программ, 4) проведение исследований в области образования, 5) обеспечение подготовки довузовских учителей, 6) подготовка учебных программ по всем предметам, 7) обеспечение подготовки учителей, 8) написание учебников, 9) проведение оценки работы школ и т. д..

## Финансирование образования
Согласно базе данных Всемирного банка, государственные расходы на образование в процентах от ВВП составили 2,7 % в 2007 году и государственные расходы на образование в процентах от всех государственных расходов составили 9,6 % в 2007 году. Государственные школы финансируются Министерством образования, а частные школы финансируются за счёт сбора средств со студентов. Процессы внедрения новых проектов программ и их модификации, повышение квалификации учителей, в основном финансируют неправительственные фонды, а также частные компании или международные организации, включая Всемирный банк и ПРООН.

## Дошкольное образование
Согласно базе данных Всемирного банка, суммарный коэффициент охвата дошкольным образованием составляет 67,1 % для мужчин, 65,6 % для женщин и 66,4 % от общего количества в 2007 году. Дошкольное образование направлено на подготовку детей к школьной среде. Цели дошкольного образования 1) создать благоприятный климат для детей, позволяющий общаться с другими людьми, 2) развивать свои физические способности, контроль над конечностями и координацию их движений, и 3) развитие своих сенсорных органов. Дошкольное образование также принимает во внимание физиологическое, моральное и интеллектуальное развитие детей. Согласно базе данных Всемирного банка, доля охвата частным дошкольным образованием составляет 80,3 % в 2008 году.

## Базовое образование
Согласно базе данных Всемирного банка, суммарный коэффициент охвата элементарным уровнем базового образования составляет 96,8 % для мужчин, 93,9 % для женщин и 95,4 % от общего количества в 2007 году. Доля частного образования на базовом уровне составила 67,6 % в 2007 году.

## Средний уровень
Согласно базе данных Всемирного банка, суммарный коэффициент охвата промежуточным уровнем образования составляет 83,2 % для мужчин, 90,7 % для женщин и 86,9 % от общего количества в 2007 году. Показатель завершения начального образования в Ливане (US $ 6000 ВВП на душу населения в 2007 году) ниже, чем у Туниса, Иордании, Ирана, Алжира, на Западном берегу и Египта (все из которых имеют более низкий доход на душу населения). Первичные показатели завершения не улучшились в период 1995/96 по 2003 /04. В 2007 году показатель завершения начального образования составлял 79,8 % для мужчин, 83,3 % для женщин и 81,5 % от общего количества. По данным базы данных UIS, техническое и профессиональное направление обучения как процент от общего числа учащихся в среднем уровне 5,1 % в 2008 году. Доля частного сектора общего образования в среднем уровне 60,2 %, технического и профессионального образования 56,8 % в 2008 году.

## Среднее образование
Среднее образование длится три года, и составляет общее образование (гуманитарные предметы, экономика, науки о жизни, естественные науки) и техническое образование (около 55 различных направлений специализации). Директора школ решают по какому пути пойдёт ученик, основываясь на способностях студентов и показателях результатов системы Brevet. Когда студенты заканчивают три года образования, они сдают официальные ливанские экзамены бакалавриата по своему профилю (четыре экзамена) . Студенты, которые сдают экзамены успешно получают сертификат ливанского бакалавриата о среднем образовании (Shahaadat Al-Bakaalouriya al Lubnaaniya l’il-ta ‘liim al-Thaanawi) или технического бакалавриата (Al-Bakaalouriya al-Finniya).
Палестинские беженцы в Ливане имеют ограниченный доступ к государственному среднему образованию. Большинство из них не могут позволить себе высокую стоимость частного среднего образования. БАПОР содержит три средних школы в Бейруте, Сайде и Тире. Школы работающие под эгидой БАПОР частично компенсируют отсутствие доступных возможностей для получения образования на уровне средней школы.
Согласно базе данных Всемирного банка, суммарный коэффициент охвата средним образованием составляет 69,8 % для мужчин, 80,2 % для женщин и 74,9 % от общего количества. По данным базы данных UIS, техническое и профессиональное направление обучения как процент от общего числа учащихся 27,8 % в 2008 году. Доля частного сектора в среднем образовании составляет 49,8 %, технического и профессионального образования 56,9 % в 2008 году.
Ливан принял участие в TIMSS в 2003 и 2007 годах. Оценка математики в 8-м классе составила 433 в 2003 году и 449 в 2007 году. Оценка по общим наукам в 8-м классе составила 435 в 2003 году и 404 в 2007 году. В конце средней школы, каждый студент должен пройти официальные экзамены.

## Высшее образование
Высшее образование в Ливане состоит из технических и профессиональных институтов, университетских колледжей, институтов и университетов. Ливанский университет является единственным государственным учреждением. Министерство образования и высшего образования администрирует частный и государственный сектора, так технические и профессиональные институты находятся под администрированием Генерального директоратом по техническому и профессиональному образованию. Генерального Директорат высшего образования несёт ответственность за университетские колледжи, институты и университеты.
Согласно базе данных Всемирного банка, суммарный коэффициент охвата высшим образованием составляет 46,9 % для мужчин, 56,3 % для женщин и 51,6 % от общего количества. Доля частного сектора при получении высшего образования составляет 53,4 %.
Студентки обучаются на каждой программе университета или области специализации.
После средней школы, ливанские студенты могут выбрать для изучения в университете, колледже или институте профессиональную подготовку. Количество лет необходимых для завершения каждого типа программы различно.
Ливанский бакалавриат имеет аккредитацию во все мире. Французский бакалавриат может быть представлен студентам, которые имеют иное гражданство, чем ливанское. Французский бакалавриат также аккредитован во всём мире.
В то время как ливанская система образования предлагает образование очень высокого качества и международного класса, на местном рынке занятости не хватает достаточно возможностей для трудоустройства выпускников, поощряя тем самым многих из молодых образованных ливанцев на отъезд за границу; успешные ливанские инженера, врачи, бизнесмены и т. д. встречаются практически во всём мире.
В Ливане 41 национально аккредитованный университет, некоторые из которых признаны на международном уровне. Американский Университет Бейрута и Университет Святого Иосифа были первыми англо- и франкоязычными университетами открывшимися в Ливане соответственно. Сорок один университет, как государственные, так и частные, в основном работают на французском или английском языках, поскольку они являются наиболее широко используемым иностранными языками в Ливане.
В английских университетах, студенты, окончившие школьную программу в американском стиле начинают учёбу на нулевом уровне, чтобы заработать себе степень бакалавра эквивалентную требованиям ливанского министерства высшего образования. Это даёт им право затем продолжить обучение на более высоких уровнях. Такие студенты должны также сдать экзамены SAT I и SAT II при поступлении в колледж, вместо официальных выпускных школьных экзаменов. С другой стороны, студенты, которые окончили школу, признанную соответствующей ливанской системы образования, могут быть приняты непосредственно на второй курс. Эти студенты по-прежнему обязаны сдавать экзамен SAT I, но не SAT II.
Наиболее высокий рейтинг и считаются наиболее престижными в Ливане: Университет La Sagesse, Ливанский университет, Американский университет науки и технологии, Ливанский Американский университет, Университет Антонин, Баламандский университет, Американский Университет Бейрута, Бейрутский арабский университет, Ливанский международный университет, Университет Айказяна, Университет Святого Иосифа, Американский технологический университет, Университет искусства, науки и технологии в Ливане, Университет Сент-Эспри де Каслик и Университет Нотр-Дам-Люэз. Кроме того, некоторые студенты предпочитают учиться за границей. Организация Объединённых Наций присвоила ливанской системе образования индекс 0,84 в 2005 году.

## Учебная программа
Ливанская учебная программа используется во всех государственных и частных школах в Ливане. Школы должны применять как ливанские так и зарубежные методики в то же время, когда они будут осуществлять иностранные учебные программы (французские, английские, или международные) в школе.

## Языки обучения
В Ливане, английский или французский язык наравне с арабским учат с самых ранних лет в школе. После начального образования, английский или французский язык стал обязательным средством обучения математике и естественным наукам для всех школ.